# Margaret Woodbridge
Margaret Darling Woodbridge, posteriorment Margaret Presley, (Detroit, Estats Units 1902 - Nova York 1995) fou una nedadora nord-americana, guanyadora de dues medalles olímpiques.

## Biografia
Va néixer el 6 de gener de 1902 a la ciutat de Detroit, població situada a l'estat de Michigan. Va morir el 23 de febrer de 1995 a la seva residència del barri de Brooklyn de la ciutat de Nova York.

## Carrera esportiva
Va participar, als 18 anys, en els Jocs Olímpics d'Estiu de 1920 realitzats a la ciutat d'Anvers (Bèlgica), on va aconseguir guanyar la medalla d'or en la prova dels relleus 4x100 metres lliures, establint un nou rècord olímpic amb un temps de 5:11.6 minuts al costat de Frances Schroth, Irene Guest i Ethelda Bleibtrey, així com la medalla de plata en la prova dels 300 metres lliures.
El 1989 va ser inclosa a l'International Swimming Hall of Fame.